# 209-я пехотная дивизия (вермахт)
209-я пехотная дивизия (нем. 209. Infanterie-Division) — тактическое соединение сухопутных войск вооружённых сил нацистской Германии периода Второй мировой войны.

## История
209-я пехотная дивизия была сформирована 26 августа 1939 года в 4-м военном округе в Хемнице во время 3-й волны мобилизации Вермахта. После этого она была передана в резерв 1-й армии, которой было поручено защищать западную границу Германии с Францией. Дивизия заняла позиции на линии Зигфрида в Саарпфальце.
Уже после завершения Польской кампании в ноябре 1939 года 209-ю пехотную дивизию перебросили в центральную Польшу. Там ей пришлось передать свой противотанковый дивизион 170-й пехотной дивизии. Изменения произошли и в 209-м артиллерийском полку, который передал свои подразделения 164-й, 167-й и 168-й пехотным дивизиям. Выполнение оккупационных функций в Польше продолжалось до июня 1940 года, когда 209-я пехотная дивизия получила новые артиллерийские подразделения и вернулась на своё прежнее расположение в Саарпфальце.
По приказу от 24 июля 1940 года дивизия была расформирована 24 августа 1940 года. 304-й и 394-й пехотные полки преобразовались в 304-й и 394-й стрелковые полки во 2-й и 3-й танковых дивизиях. Сапёры дивизии вошли в состав 11-й танковой дивизии, разведывательный батальон вошёл в состав сформированной 18-й танковой дивизии. 414-й пехотный полк использовался для охраны военнопленных.

## Местонахождение
- с сентября по ноябрь 1939 (Саарпфальц)
- с ноября 1939 по июль 1940 (центральная Польша)
- с июня по август 1940 (Саарпфальц)

## Подчинение
- в резерве 1-й армии группы армий «C» (1 сентября - 18 октября 1939)
- 17-й армейский корпус 8-й армии группы армий «Юг» (18 октября - 28 ноября 1939)
- 32-е командование особого назначения пограничного управления «Центр» (28 ноября 1939 - 14 июня 1940)

## Командиры
- генерал-лейтенант Ганс Штенгель (1 сентября 1939 - 7 января 1940)
- генерал-лейтенант Вольф Шеде (7 января - 24 июля 1940)

## Состав
- 304-й пехотный полк (Infanterie-Regiment 304)
- 394-й пехотный полк (Infanterie-Regiment 394)
- 414-й пехотный полк (Infanterie-Regiment 414)
- 209-й артиллерийский полк (Artillerie-Regiment 209)
- 209-й сапёрный батальон (Pionier-Bataillon 209)
- 209-й противотанковый дивизион (Panzerabwehr-Abteilung 209)
- 209-й разведывательный батальон (Aufklärungs-Abteilung 209)
- 209-й батальон связи (Nachrichten-Abteilung 209)
- 209-й отряд материального обеспечения (Nachschubtruppen 209)
- 209-й полевой запасной батальон (Feldersatz-Bataillon 209)